# Zabergäustraße 10 (Kleingartach)

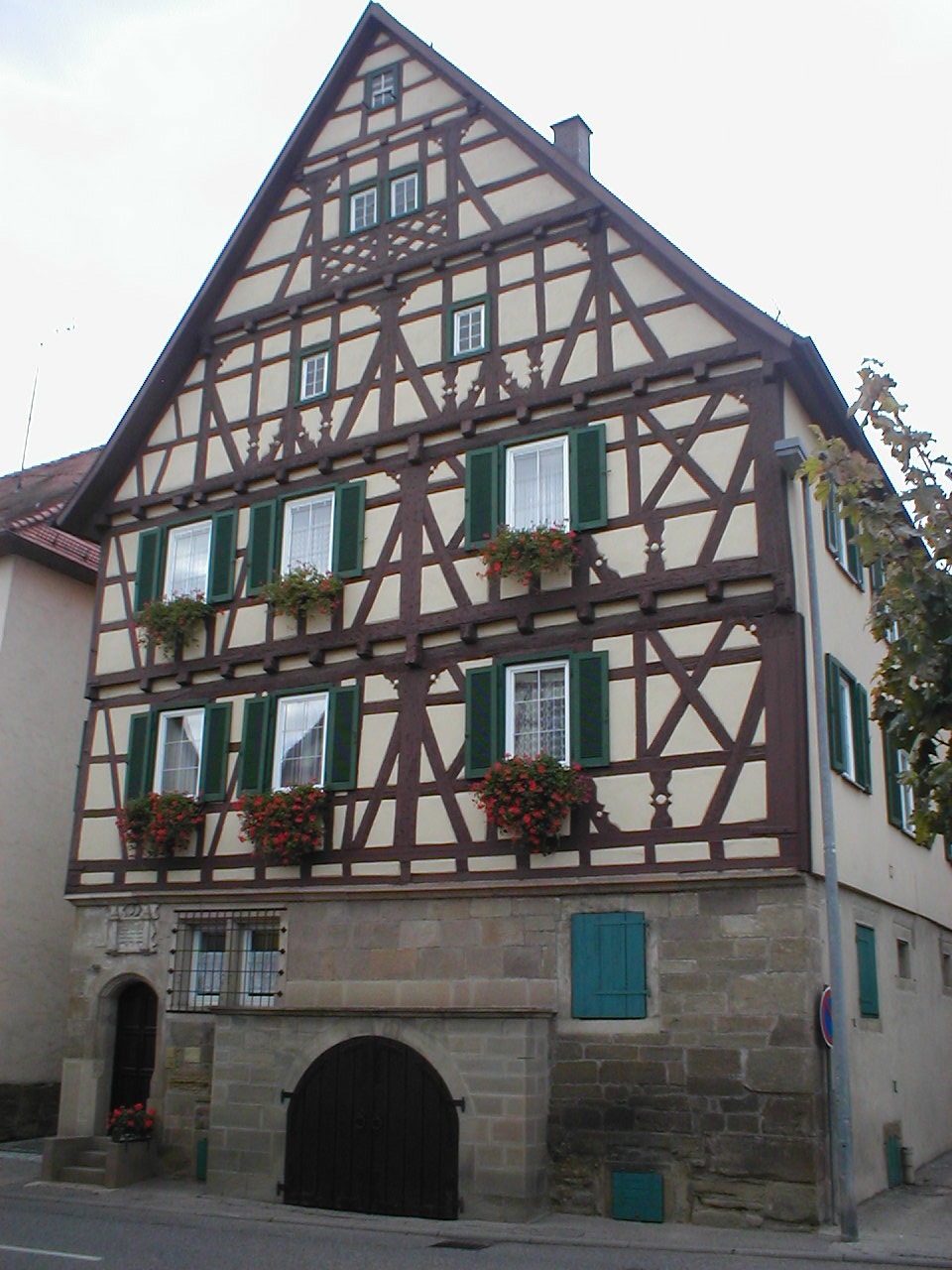
Gebäude Zabergäustraße 10 in Kleingartach

Das Fachwerkhaus Zabergäustraße 10 in Kleingartach, einem Stadtteil von Eppingen im Landkreis Heilbronn im nördlichen Baden-Württemberg, wurde 1601 errichtet. Das Gebäude ist ein geschütztes Baudenkmal.

## Beschreibung
Das Haus mit zwei leicht überkragenden Fachwerkstöcken und drei Dachstöcken besitzt einen hohen Giebel. In den Fachwerkstöcken wurden die Fenster vergrößert, der Giebel ist wohl ursprünglich erhalten. Als Zierformen sehen wir die typischen Formen der Renaissance: der Fränkische Mann, Andreaskreuze über den Brustriegeln und kurze Stiele und Fußstreben zwischen Schwellen und Brustriegeln mit ausgeputzten Auskurvungen und Augen. Im mittleren Dachstöck sind unter den Fenstern von Rauten verlagerte Andreaskreuze zu sehen. 
Eine doppelseitige rundbogige Tür an der Straßenseite führt in den Keller.

## Inschrift

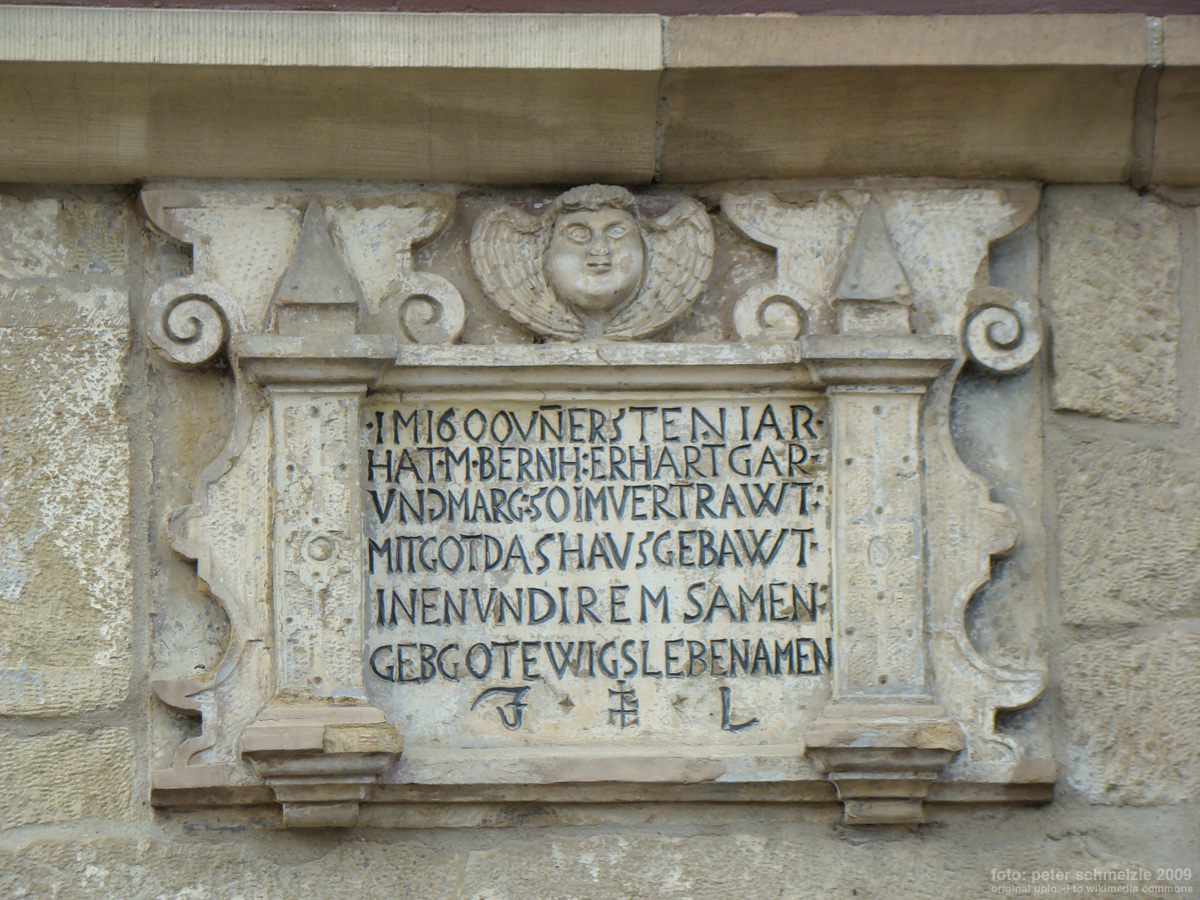
Inschrift über dem Hauseingang

Über dem Hauseingang befindet sich eine Tafel mit Inschrift: „IM 1600 VN ERSTEN JAR HAT M. BERNH: ERHARTIGER VNDMARG 50 IMVERTRWT: MITGOTDASHAVS GBAWT INEN VNDIREM SAMEN GEBGOTEWIGSLEBENAMEN J.L.“